# Alice Micelli
Alice Miceli Araújo, ou Alice Micelli (Rio de Janeiro, 1980) é uma videoartista e fotógrafa, formada pela Ecole Supérieure d’Études Cinématographiques de Paris (Esec) em 2001 e mestrada pela Pontifícia Universidade Católica do Rio de Janeiro (PUC-RJ), em 2005. Seu trabalho é desenvolvido através de viagens investigativas com intenção de registrar os traumas ocorridos nessas paisagens visuais. Esteve em áreas de exclusão como Chernobil e no Cambodja. Seu objetivo com suas obras é criar reflexão sobre essas áreas e os efeitos do ponto de vista visual, social e cultural.
Representada pela Galeria Nara Roesler, recebeu o 6o Prêmio Sérgio Motta de Arte e Tecnologia (2005-2006) e o Prêmio PIPA do ano de 2014.

## Exposições
- 2007 - Documenta XII Magazines, Documenta Halle, Kassel, Alemanha
- 2010 - "Chernobyl Project", 29a Bienal de São Paulo
- 2011 - “88 from 14,000”, solo project, Max Protetch Gallery, Nova York, EUA
- 2011 - “Collapse”, individual, Nara Roesler Gallery, São Paulo, SP
- 2013 - “Strangely Familiar”, projeto solo, Instituto Tomie Ohtake, São Paulo, SP
- 2014 - Prêmio PIPA, Museu de Arte Moderna do Rio de Janeiro, RJ[3]
- 2015 - “Intersections (after Lautréamont)”, Cisneros Fontanals Art Foundation, Miami, EU
- 2015 - Festival Visualismo, Rio de Janeiro, RJ
- 2016 - 5º Bienal Internacional para jovens artistas de Moscow, Rússia
- 2016 - “Basta!”, Anya and Andrew Shiva Gallery, John Jay College of Criminal Justice, CUNY, Nova York, EUA
- 2017 - “The Materiality of the Invisible II”, Marres, Maastricht, Holanda
- 2017 - Prêmio Marcantonio Vilaca, MuBE, São Paulo, SP
- 2018 - “In Depth (landmines)”, individual, IP Institute / Jacaranda, Rio de Janeiro, RJ

## Prêmios
- Cisneros Fontanals Art Foundation, Miami, EUA[4]
- Moscow International Biennale Foundation, Rússia
- Instituto PIPA, Rio de Janeiro, RJ
- Museu de Arte Moderna do Rio de Janeiro, RJ
- Associação Cultural VídeoBrasil, São Paulo, SP